# Esplanade de la Tourette

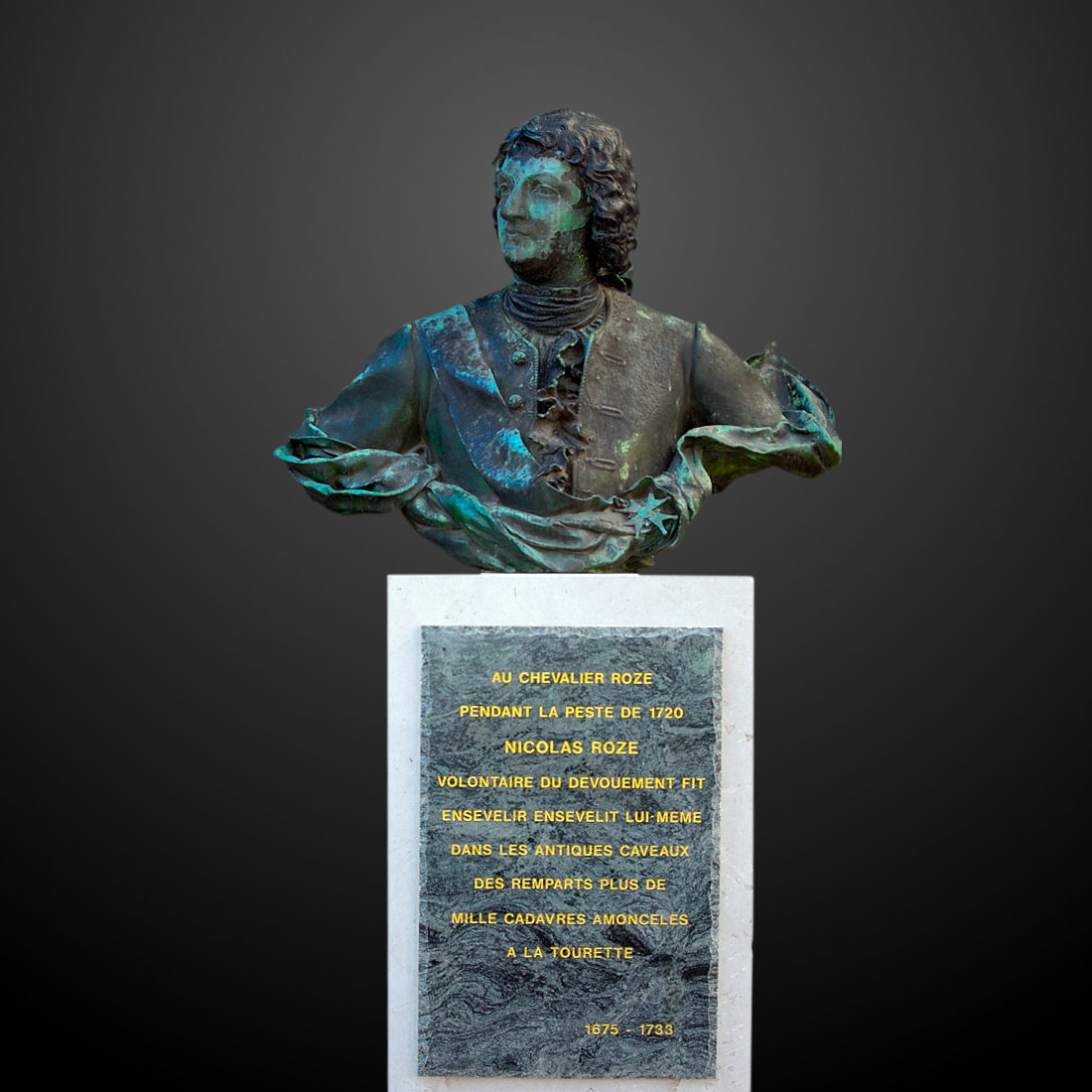
Buste du chevalier Roze sculpté par Jean-Baptiste Hugues situé sur l'esplanade de la Tourette

L'esplanade de la Tourette est une esplanade de Marseille dans le second arrondissement. 

## Situation et accès
La voie débute rue Saint-Laurent et se termine place de la Major, rue Miradou et avenue Vaudoyer.

## Historique
Ce lieu a vu ses habitants périr durant la peste de 1720, comme beaucoup d'autres lieux marseillais. Un personnage connu de Marseille, Nicolas Roze, dégagera l'esplanade de la Tourette de ses morts, ce qui en fera notamment un de ses faits marquants. Pour accomplir cette tâche, le Chevalier Roze fait ouvrir deux anciens bastions dans le quartier de la Tourette et y jette les cadavres, présentant à peine forme humaine, avec l'aide d'une compagnie d'environ cent cinquante soldats et forçats. 
Le 20 mars 1830, à 6 heures du matin, Joseph Bitterlin, sergent à la 1re compagnie de grenadiers du 3e régiment d'infanterie est fusillé sur l'esplanade de la Tourette. Il avait accidentellement tué le colonel d'Autane
La place abrite jusqu'à la rafle de Marseille un buste du Chevalier Roze sculpté par Jean-Baptiste Hugues avant d'être relocalisé place Fontaine-Rouvière. Le buste retrouve sa place originelle le 8 avril 2017.